# Mustapha Moussa
Mustapha Moussa (in arabo مصطفى موسى‎?; Orano, 2 febbraio 1962 – Orano, 3 agosto 2024) è stato un pugile algerino.

## Biografia
Nato a Orano il 2 febbraio 1962, iniziò la carriera sportina nell'ASM Oran. Fu il primo algerino a vincere una medaglia olimpica nei giochi del 1984 condividendo il podio con Evander Holyfield.
Morì nella città natale il 3 agosto 2024 a seguito di un incidente stradale, all'età di 62 anni.

## Palmarès
- Olimpiadi

Los Angeles 1984: bronzo nei pesi massimi leggeri.
- Giochi panafricani

Nairobi 1987: argento nei pesi massimi leggeri.
- Giochi del Mediterraneo

Casablanca 1983: oro nei pesi massimi leggeri.
- Giochi panarabi

Rabat 1985: oro nei pesi massimi leggeri.